# Macahyba nordestina
Macahyba nordestina är en tvåvingeart som beskrevs av Carrera 1947. Macahyba nordestina ingår i släktet Macahyba och familjen rovflugor. Inga underarter finns listade i Catalogue of Life.